# Чанкотадзе, Вахтанг Лаврентьевич
Вахтанг Лаврентьевич Чанкота́дзе — советский хозяйственный и политический деятель.

## Биография
Родился в 1904 году в деревне Квалити. Член ВКП(б).
Окончил электромеханический факультет ЛЭТИ.
В 1930—1937 годы — инженерный работник на строительстве железных дорог в Грузинской ССР.
В 1937—1938 годы — главный инженер строительства Храмской ГЭС.
В 1938—1957 годы — управляющий трестом «Грузгидроэнергострой».
В 1957—1960 годы — начальник строительного объединения Министерства строительства Грузинской ССР.
В 1961—1969 годы — начальник строительно-монтажного управления в Тбилиси.
Избирался депутатом Верховного Совета Грузинской ССР 1-4-го созывов.
Умер в 1976 году в Тбилиси.

## Награды
- Орден Ленина
- Орден Трудового Красного Знамени (дважды)
- Орден Красной Звезды
- Орден Знак Почёта
- Сталинская премия второй степени (1951) — за строительство Храмской ГЭС в Грузинской ССР.